# Església de Santa Maria i Sant Jaume
L'església de Santa Maria i Sant Jaume és una obra de Bellver de Cerdanya (Cerdanya) inclosa a l'Inventari del Patrimoni Arquitectònic de Catalunya.

## Descripció
Es tracta d'una construcció de pedra i maçoneria amb una coberta a dues aigües amb embigat de fusta. Presenta una sola nau amb arcs formers que conformen tres capelles a cada costat. Quatre de les capelles laterals tenen volta de canó i dues volta d'aresta. A la façana hi ha un òcul i una obertura al costat de l'Evangeli. La portada és d'arc apuntat amb dovelles de pedra, de construcció recent.
Als peus es troba la torre campanar, al costat de l'Epístola, de dos cossos, realitzada en pedra i maçoneria i amb rellotge incorporat. Al llarg del temps ha estat sotmesa a ampliacions i transformacions.

## Història
L'església parroquial de Santa Maria i Sant Jaume havia format part d'una col·legiata dedicada a Sant Jaume Apòstol, el capítol de la qual estava format per quatre canonges del patronat i l'ardiaca de la Cerdanya en la Catedral de la Seu d'Urgell.